# Josef Nöcker
Josef Nöcker (* 18. Oktober 1919 in Düsseldorf; † 5. August 1989) war ein deutscher Mediziner und Sportfunktionär.

## Ausbildung, Beruf und Zugehörigkeiten

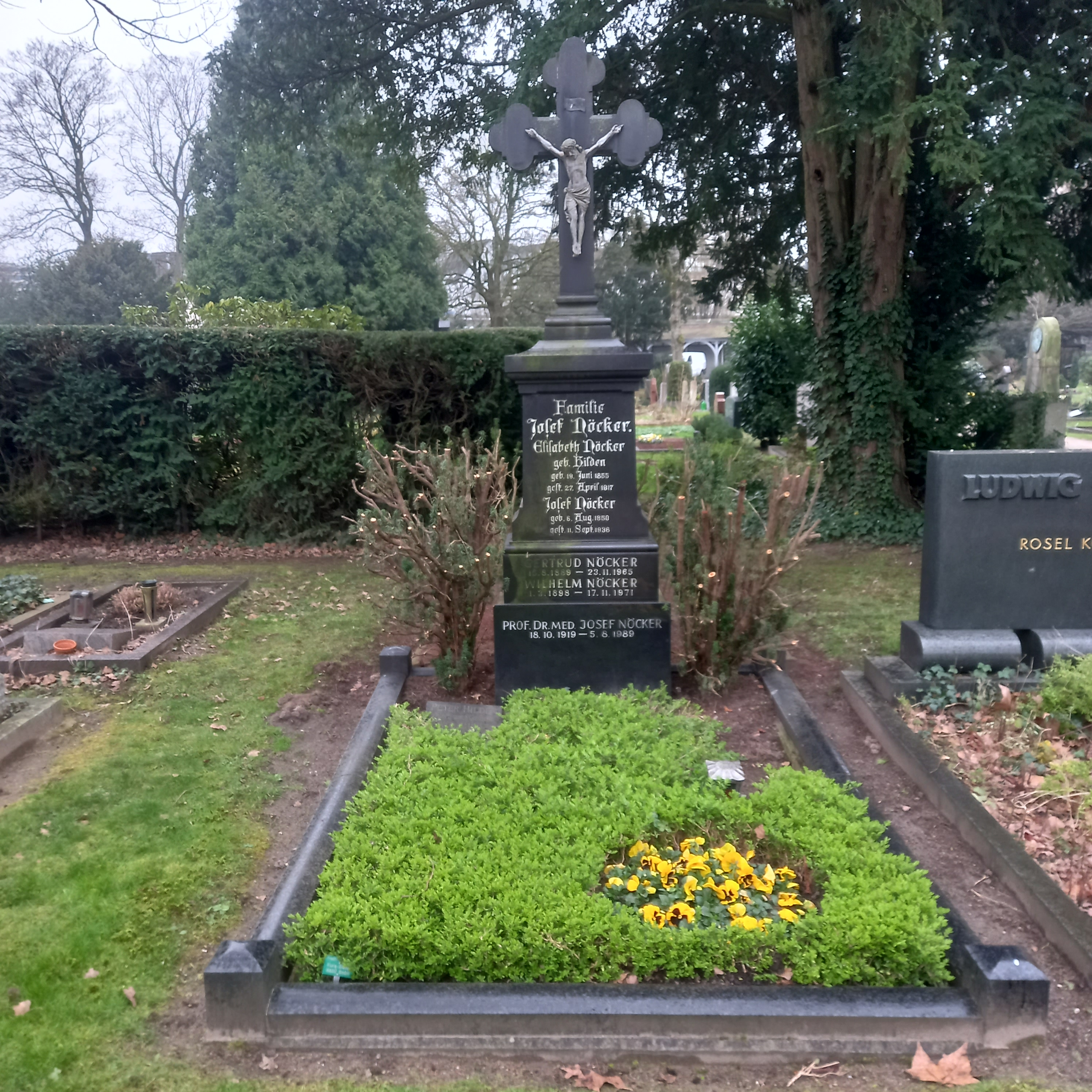
Das Grab von Josef Nöcker im Familiengrab auf dem Nordfriedhof (Düsseldorf)

Er studierte ab 1939 in Leipzig, Jena, Rostock, Freiburg und Wien. Josef Nöcker war Mitglied der Alten Leipziger Landsmannschaft Afrania.
Seine ärztliche Approbation erhielt er 1945 in Leipzig, wo er auch promovierte. 1950 habilitierte er sich ungewöhnlich jung in seinem Beruf, an der Universität Leipzig mit dem Thema „Die Nährhefe. Heil- und Zusatznahrung“. 1955 wurde er außerplanmäßiger Professor und 1957 kommissarischer Leiter der Medizinischen Universitätsklinik.
Am 30. Juni 1959 floh er auf der Fahrt zum Leichtathletik-Länderkampf England – DDR in London in die Bundesrepublik Deutschland. Dort übernahm Nöcker die Chefarztstelle der städtischen Krankenanstalten in Leverkusen, wo er zusammen mit Dieter Baron für die sportmedizinische Betreuung der Sportler von Bayer Leverkusen zuständig war und vor allem mit Bert Sumser kooperierte.
Eine schwere Erkrankung traf ihn nach seiner Rückkehr aus Mexiko. Als Mediziner erlangte er u. a. durch die auf eigenen Forschungen beruhenden Erkenntnis Bedeutung, dass er Frühmobilisation von Patienten nach Herzinfarkten und die präventive therapeutische Wirkung von Training und Sport gegen Herz-Kreislauferkrankungen erkannte. Dazu gehörten statisch dynamische Übungen schon nach fünf Tagen und Training im Liegen mit dem Fahrradergometer nach zehn Tagen nebst krankengymnastischer Betreuung. Nöcker befasste sich ebenfalls ausführlich mit der Ernährung im Sport und Leistungssteigerung durch Training.
Im August 1989 starb Josef Nöcker bei einem Autounfall auf der Autobahn bei Leverkusen.

### Sport
Im Jahre 1937 gehörte Nöcker dem Olympiakader für die in Tokio vorgesehenen Olympischen Spiele des Jahres 1940 an. Nach dem Krieg wurde er in der Ostzone Meister in der 4-mal-100-Meter-Staffel und Zweiter im Dreisprung. Über 400 Meter Hürden stellte er einen neuen Ostzonenrekord auf.
1956 war er bei den Sommerspielen in Melbourne Olympiaarzt der gesamtdeutschen Mannschaft. 1964 in Tokio und 1976 in Montreal war er Arzt der bundesdeutschen Olympiamannschaft. 1968 und 1972 war er Chef des deutschen Olympiaaufgebots in Mexiko-Stadt und München. Bei den Olympischen Sommerspielen 1976, bei denen Nöcker Arzt der deutschen Mannschaft war, erhielt Ruderer Peter-Michael Kolbe eine Spritze, die später „Kolbe-Spritze“ genannt, als Skandal aufgefasst wurde und eine öffentliche Dopingdebatte auslöste. Nöcker bezeichnete die Spritze, die keine auf der Liste der seinerzeit verbotenen Stoffe stehenden Mittel enthielt, gegenüber der Zeitung Bild Ende Juli 1976 als „Leistungsstabilisierung“. Die enthaltenen Stoffe, die geheim blieben, seien in jeder Apotheke zu kaufen gewesen, so Nöcker. Er betonte, die Gabe der Spritze sei Teil einer Gesamtheit von Betreuungsmaßnahmen wie eine gezielte Ernährung und ein richtiges Mineralgemisch gewesen und auch Sportlern aus anderen Disziplinen verabreicht worden. Nöcker äußerte, die Sportmedizin müsse für Chancengleichheit sorgen.
In den 1970er Jahren erforschte er die Wirkung von Pornofilmen auf die Penisse gedopter Sportler.

### Ämter
- 1959–1961 Vorsitzender des wissenschaftlichen Ausschusses des Deutschen Sportärztebundes
- 1960 Chef de Mission der gesamtdeutschen Olympiamannschaft
- 1961–1969 Vorsitzender des Ausschusses zur wissenschaftstheoretischen und praktischen Förderung des Hochleistungssports, der in den Bundesausschuss Leistungssport (BAL) umbenannt wurde.[13]
- ab 1969 Mitglied des Gutachterausschusses der Deutschen Sporthilfe

## Zitate
- „Die Kartoffel hat mir den Weg gewiesen.“ (Seine Dissertation behandelte die biologische Wertigkeit des Kartoffeleiweißes.)
- „Man darf nicht nur die Frage stellen, was leistet der Mensch sportlich, sondern man muss vielmehr auch die Frage stellen, was leistet der Sport menschlich?“

## Ehrungen
- 1958: Carl-Diem-Preis (Carl-Diem-Plakette)[2]
- 1973: Verdienstkreuz 1. Klasse der Bundesrepublik Deutschland[14]
- 1976: Ernst-von-Bergmann-Plakette der Bundesärztekammer[2]
- 1988: Goldenes Ehrenzeichen der Deutschen Gesellschaft für Sportmedizin[2]

## Werke
Nöcker verfasste ca. 150 wissenschaftliche Publikationen und hat ca. 35 in der Deutschen Nationalbibliothek katalogisierte Bücher veröffentlicht.
- Die Nährhefe als Heil- und Zusatznahrung von Josef Nöcker, Marhold (1950)
- Grundriss der Biologie der Körperübungen. [Hauptwerk] von Josef Nöcker. (1953)
- Grundlagen der sportlichen Ausbildung von Josef Nöcker, u. a. (1958)
- Ernährung im Alter von Josef Nöcker, Friedrich-Horst Schulz, E. Merck AG (1961)
- Physiologie der Leibesübungen für Sportlehrer, Trainer, Sportstudenten und Sportärzte von Josef Nöcker/Enke (1964) ISBN 3432842147 ISBN 978-3432842141
- Bedeutung des Sports in der Zivilisation von Josef Nöcker, Landessportverband Schleswig-Holstein e. V. (1965)
- Physiologie der Leibesübungen von Josef Nöcker, Thieme, Stuttgart (1980)
- So essen Sportler richtig. Der Ernährungsplan zur Steigerung der sportlichen Leistung von Josef Nöcker, u. a., Dr. Oetker Vlg, Bielef. (1984) ISBN 3767001195 ISBN 978-3767001190
- Die Ernährung des Sportlers. Fit und gesund durch leistungsspezifische Ernährung. Josef Nöcker/K. Hofmann, Schorndf. (1987)